# パトリック・パーフリー
パトリック・パーフリー（Patrick Parfrey、1991年11月1日 - ）は、メジャーリーグラグビー、トロント・アローズに所属するラグビー選手。

## プロフィール
- カナダ・ニューファンドランド・ラブラドール州セントジョンズ出身[1]。
- ポジションはスタンドオフ(SO)。
- 身長 185cm、体重 95kg
- カナダ代表キャップは32（2021年2月現在）でラグビーワールドカップ2015・ラグビーワールドカップ2019のカナダ代表に選ばれた[2]。

## 略歴
2019年、トロント・アローズに加入。 